# Kumkuyu
Kumkuyu war eine Gemeinde im Landkreis Erdemli der türkischen Provinz Mersin. Seit einer Gebietsreform 2014 ist der Ort keine Gemeinde mehr, sondern ein Ortsteil der Kreisstadt Erdemli.
Kumkuyu liegt im Süden des Landkreises am Mittelmeer an der Fernstraße D 400, etwa 15 Kilometer südwestlich der Kreisstadt Erdemli und 50 Kilometer südwestlich der Provinzhauptstadt Mersin. Haupteinnahmequelle des Ortes ist der Fremdenverkehr.
Der frühere Ortsname lautete Tırtar. Dieser Name leitete sich von dem halbnomadischen Stamm der Tırtar ab, die ab 1950 in der Umgebung sesshaft wurden.
Etwa sechs Kilometer nordöstlich von Kumkuyu mündet der Limonlu Çayı (antik Lamos) ins Meer, der im Altertum die Grenze zwischen dem Ebenen (Kilikia Pedias) und dem Rauen Kilikien (Kilikia Tracheia) bildete. Auf dem Gebiet der Gemeinde liegt zwischen der Straße und dem Mittelmeer das spätrömisch-frühbyzantinische Ruinengelände von Akkale. Im Norden des Ortes, etwa 2,5 Kilometer ins Landesinnere, liegt die Einsturzdoline Kanlıdivane mit den Überresten der Stadt Kanytelleis, die zeitweise zu Elaiussa Sebaste gehörte, dessen Überreste etwa sieben Kilometer südwestlich in Ayaş zu finden sind.